# تمرین‌های بدنی تناوبی تنشی

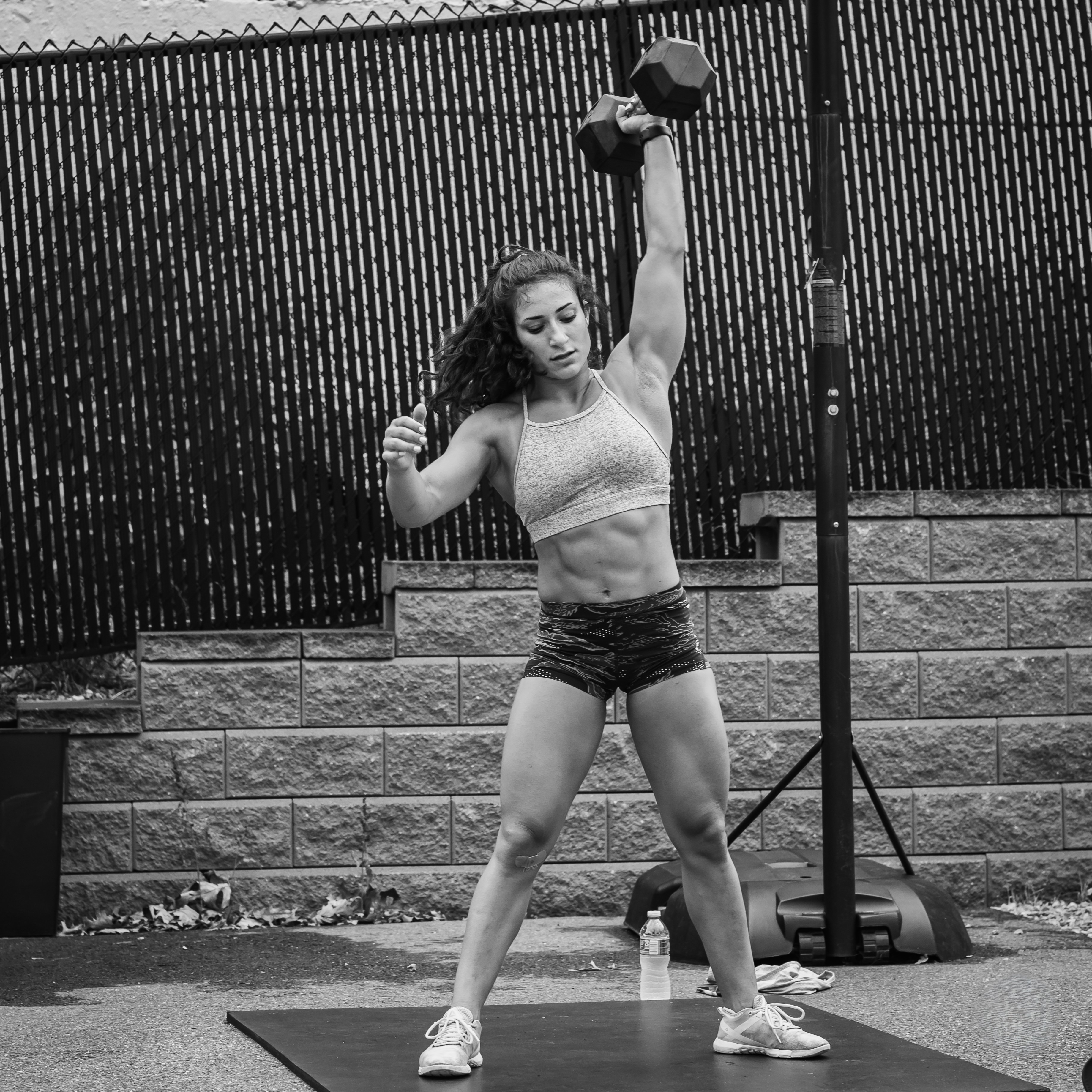
تمرین‌های بدنی تناوبی تنشی

تمرین‌های بدنی تناوبی تنشی (انگلیسی: High-intensity interval training) نوعی از تمرینات فیزیکی بدنی است که بر پایه تغییر شدت تمرین انجام می‌شود. در واقع در این سبک تمرین، شما شدت ورزش خود را از شدت پایین به بالا و از بالا به پایین به شکل متناوب تغییر می‌دهید. مثلاً ۲ دقیقه دویدن با توانایی ۷۰ درصدی و سپس ۲ دقیقه با توانایی ۱۰۰ درصدی.
تمرین‌های بدنی تناوبی تنشی یکی از کاملترین شیوه‌های تمرینی برای سوزاندن چربی با کمترین فعالیت قلبی است. تمرین‌های بدنی تناوبی تنشی یا HIIT روش تمرینی بسیار مؤثری است که برای کاهش چربی بدن، افزایش سرعت، افزایش VO2MAX (بیشترین نرخ مصرف اکسیژن در طول تمرین را (VO2 max) می‌گویند) کاربرد دارد؛ و بهتر از این موارد تنها ۲۰ دقیقه از وقت تمرین شما را نیاز دارد.
بسیاری از تحقیق‌ها مانند تحقیق دانشگاه لاوال، می‌گویند که
تمرین‌های بدنی تناوبی تنشی با شدت بالا به افراد کمک می‌کند تا ۹ برابر بیشتر از روش‌های قدیمی چربی بسوزاند. محققین معتقدند که
تمرین‌های بدنی تناوبی تنشی به دلایل زیر موجب افزایش چربی سوزی می‌گردد:
- افزایش سرعت سوخت و ساز به مدت ۲۴ ساعت پس از ورزش
- بهبود حساسیت به انسولین در ماهیچه‌ها و یاری به بدن در جذب کاملتر مواد غذایی
- افزایش توانایی سوزاندن چربی توسط ماهیچه‌ها
- افزایش میزان هورمون رشد